# Trận chiến Đại Tây Dương (1939–1945)
Trận chiến Đại Tây Dương được xem là trận chiến kéo dài nhất trong lịch sử Chiến tranh thế giới thứ hai mặc dù có nhiều nhà sử học, nhà nghiên cứu hải quân của Anh và Mỹ cho rằng đây không phải là một trận đánh duy nhất mà là một chuỗi gồm nhiều trận hải chiến hay cuộc hành quân trên biển. Cuộc chiến bắt đầu ngày 3 tháng 9 năm 1939 cho đến khi Đức Quốc xã đầu hàng năm 1945. Cao điểm của trận chiến là những năm 1940 - 1943 khi tàu ngầm (U-Boat) và các chiến hạm của hải quân Đức (Kriegsmarine) tấn công và đánh chìm nhiều đoàn tàu buôn và chiến hạm của Đồng Minh.
Những đoàn tàu này thường là từ Hoa Kỳ, Canada,... chở hàng tiếp vận và vũ khí đến Anh Quốc và Liên Xô, được hộ tống bởi Hải quân và Không quân của Anh và Canada. Bắt đầu từ ngày 13 tháng 9 năm 1941, Hải quân Hoa Kỳ cũng gửi các tàu khu trục và thủy phi cơ Consolidated PBY Catalina tham gia bảo vệ các đoàn tàu này cùng với Anh và Canada. Hải quân Ý theo phe Đức tham gia trận đánh từ ngày 10 tháng 6 năm 1940 nhưng sớm rút lui do mâu thuẫn với Hải quân Đức về công nghệ cũng như đường lối tác chiến.
Trận chiến này (từ tiếng Anh "Battle of the Atlantic" do thủ tướng Anh Winston Churchill nêu lên năm 1941) lan rộng khắp một vùng hải dương rộng lớn, kéo dài 6 năm, với hàng nghìn thuyền bè tham gia, hơn 100 đoàn tàu bị tấn công và đến cả ngàn trận đánh một chọi một giữa các chiến hạm. Thế trận trên biển thay đổi liên tục, lúc bên này thắng thế, lúc bên kia thắng thế. Hải quân Đức Quốc xã triển khai 2 lớp tàu ngầm mới rất hiện đại là Klasse XXI và Klasse XXIII (để thay thế cho 2 lớp tàu ngầm cũ là Klasse VII và Klasse IX) với hi vọng 2 lớp tàu ngầm mới này có thể giúp họ lấy lại thế chủ động đã mất trên chiến trường Đại Tây Dương nhưng đã quá muộn. Trận chiến này kết thúc trùng với ngày Đức đầu hàng quân Đồng Minh, ngày 9 tháng 5 năm 1945.

## Mục tiêu chiến lược
Anh là một đảo quốc có nền kinh tế hùng mạnh nhưng lại thiếu tài nguyên. Để tồn tại và chiến đấu, mỗi một tuần, đảo quốc này phải nhập khẩu gấp 1 triệu tấn tài nguyên, nguyên vật liệu thô từ Hoa Kỳ và các thuộc địa như: Canada, Ấn Độ, Malaysia, ... Đức Quốc Xã, đối thủ chính của Anh ở châu Âu trong Thế chiến 2, hiểu rằng: "chỉ cần cắt được đường nhập khẩu của Anh là họ sẽ bắt đảo quốc này chết đói và đầu hàng". Trận chiến Đại Tây Dương diễn ra vì Anh cần nhập khẩu còn Đức thì ra sức phá hoại hoạt động này của Anh.
Từ năm 1942, Đức dự đoán Đồng Minh sẽ từ bờ biển Anh đổ bộ vào Pháp nên cố gắng đánh phá các tàu tiếp vận không cho Anh củng cố lực lượng. Quân Đồng Minh thì cho rằng muốn đạt được mục tiêu tấn công vào nước Đức, trước tiên phải đánh gục hải quân Đức.

## Đụng độ ban đầu (tháng 9/1939 – tháng 5/1940)
Năm 1939, hải quân Đức không đủ sức đánh lại lực lượng tàu có vũ trang hùng hậu của hải quân Anh nên họ buộc phải dùng chiến lược tấn công tàu buôn của đối phương bằng tàu chiến, tàu buôn có vũ trang (tàu cướp biển (theo cách gọi của Đức) hay tàu Q (theo cách gọi của Anh)), tàu ngầm và máy bay oanh tạc. Khi thế chiến thứ hai bùng nổ, hải quân Đức đã có mặt trên Đại Tây Dương với số lượng ít tàu ngầm và các thiết giáp hạm "bỏ túi" (Pocket ship (theo tiếng Anh) hay Panzerschiffe (theo tiếng Đức)) lớp Deutschland.

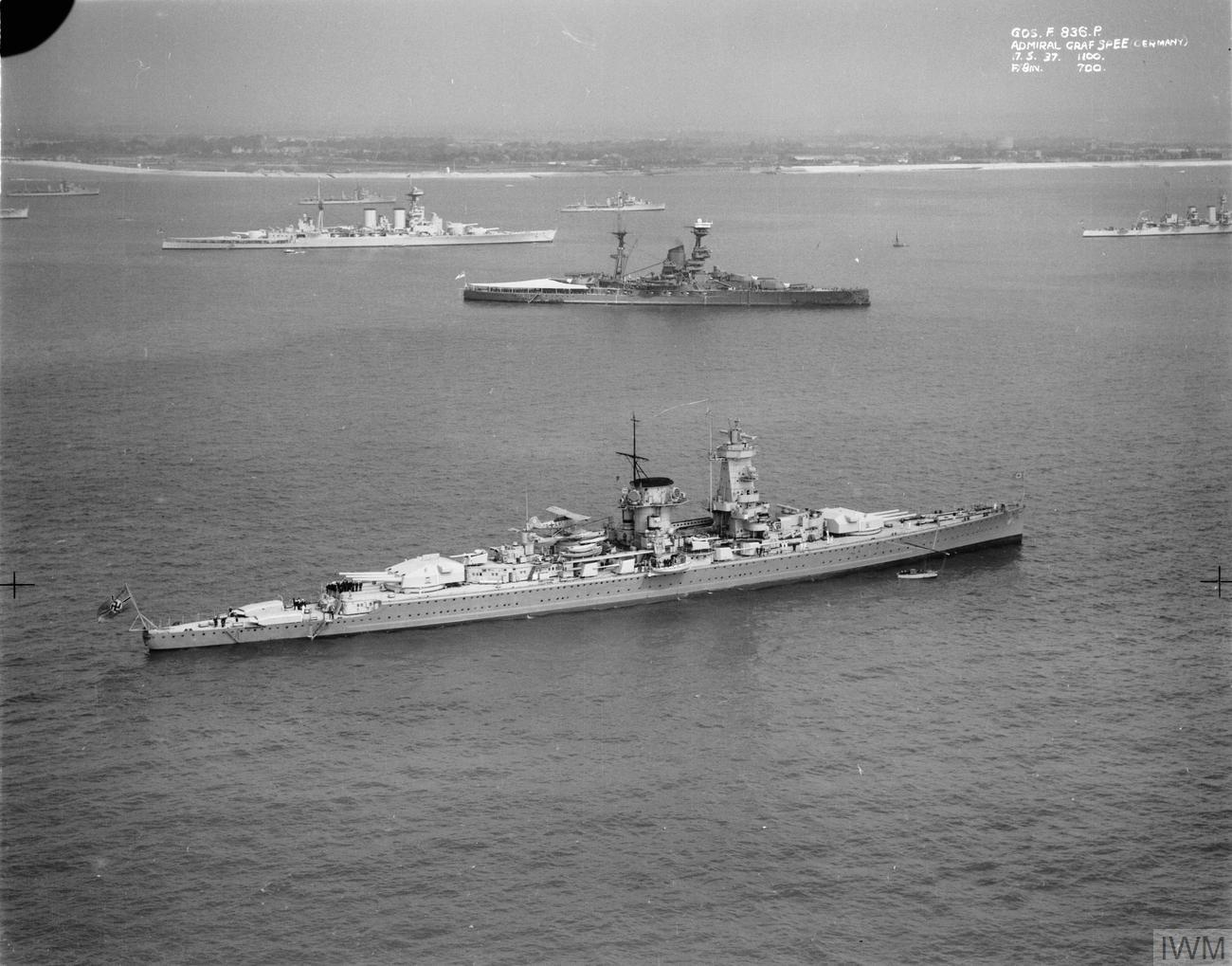
Chiến hạm Admiral Graf Spee tại Spithead

8 tiếng sau khi Anh tuyên chiến với Đức, hải quân Đức quyết định ra tay tấn công thuyền bè của đối phương trước. Tàu ngầm U-30 (do thuyền trưởng Fritz-Julius Lemp chỉ huy) đã phóng 2 ngư lôi và khiến chiếc tàu du lịch SS Athenia của Anh bị chìm, mặc cho lệnh không được đánh chìm tàu chở khách từ Adolf Hitler, nhưng vì ông Lemp đã nhầm nó thành tàu chở vũ khí của Anh. 54 công dân Canada và 28 công dân Mỹ thiệt mạng sau vụ chìm tàu. Churchill muốn lợi dụng sự kiện này để lôi kéo Mỹ tham gia vào cuộc chiến nhưng Mỹ lại chọn tiếp tục im lặng trung lập. Lemp đã ra lệnh cho sĩ quan liên lạc không nói cho bất cứ ai về vụ chìm tàu Athenia.
Trong thời gian đầu chiến tranh, hạm đội tàu ngầm của Đức chỉ có 57 chiếc, phần lớn là loại nhỏ nên là tầm hoạt động ngắn, thường xuyên phải phân tán vì chiến trường rộng, nên chỉ dùng vào việc thả thủy lôi và tuần tra dọc theo bờ biển Anh.
Quân Anh cũng ra sức dùng mọi biện pháp để ngăn chặn nguồn cung cấp vật liệu cần thiết đến từ các quốc gia khác cho Đức (Blockade of Germany) nhưng điều này chưa gây ra ảnh hưởng gì đáng kể đến nền kinh tế của nước này. Hải quân Anh áp dụng lại chiến thuật "Đội hộ tống" (Convoy) đã cũ từ thời Thế chiến 1 để chống lại các tàu ngầm Đức. Các tàu buôn trước khi ra khơi được yêu cầu tập hợp lại thành một đội hình và được các tàu có vũ trang đi theo bảo vệ. Winston Churchill, lúc này đang là Bộ trưởng Bộ Hải quân Anh, muốn rằng các tàu hộ tống phải chủ động tác chiến với tàu ngầm của hải quân Đức hơn là đến khi bị bao vây thì mới chống trả. Hải quân Anh vạch ra kế hoạch chống tàu ngầm Đức bằng các phi đội tác chiến từ các tàu sân bay hạm đội để truy lùng và phá hủy lực lượng này vì người Anh biết là các tàu ngầm Đức rất sợ việc bị không kích nhưng kế hoạch đó đã nhanh chóng bị thất bại vì tàu ngầm của Đức có kích thước nhỏ, lặn rất nhanh và chúng có thể lặn sâu hơn 150 mét nên việc tấn công và phá hủy chúng bằng máy bay trên tàu sân bay là điều rất khó khăn. Ngày 14 tháng 9 năm 1939, chiếc tàu sân bay HMS Ark Royal suýt bị đánh chìm khi bị tàu ngầm U-39 tấn công. May mắn là ngư lôi từ trường của U-39 đều nổ sớm trước khi đến gần chiếc tàu sân bay. Chiếc U-39 ngay sau đó bị các tàu hộ tống đi theo chiếc Ark Royal đánh chìm bằng một loạt 28 quả bom phá tàu ngầm. Đây là chiếc U-Boat đầu tiên bị tiêu diệt trong chiến tranh. Ba ngày sau, vào ngày 17 tháng 9 năm 1939, Hải quân Anh mới thấu hiểu thất bại thực sự của kế hoạch này khi mà tàu sân bay HMS Courageous bị chiếc U-29 đánh chìm với tổn thất là 518 thủy thủ (bao gồm cả Thuyền trưởng) và toàn bộ số máy bay, trang thiết bị và vũ khí trên tàu. Hai tàu khu trục hộ tống chiếc Courageous cũng ra sức dùng bom chìm phản kích chiếc U-29 nhưng thất bại.

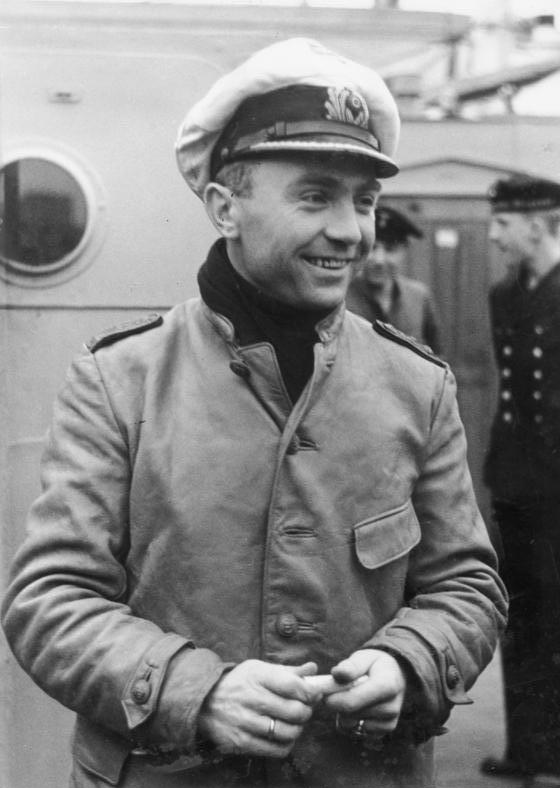
Günther Prien năm 1940

Một tháng sau, chiếc tàu ngầm U-47 (do thuyền trưởng Günther Prien chỉ huy) đã thâm nhập vào căn cứ Scapa Flow của Hải quân Anh ở Scotland. Tại đây, Prien đánh chìm chiến hạm HMS Royal Oak đang thả neo và quay về cảng Wilhelmshaven một cách an toàn. Sau cuộc đánh phá táo bạo này, Prien được Đức Quốc xã ban danh hiệu chiến sĩ anh hùng và huy chương Thập tự Sắt hạng nhất.
Tại phía nam của Đại Tây Dương, chỉ trong ba tháng, tàu tuần dương Graf Spee của Đức đã đánh chìm hơn 50.000 tấn tàu bè, gây rất nhiều tổn thất cho quan Đồng Minh. Hải quân Anh mở cuộc truy lùng ráo riết chiếc tàu này này. Trong khi đó chiếc Deutschland, một chiếc chị em với chiếc Graf Spee cũng đạt nhiều thành tích trên ở bắc Đại Tây Dương. Đến giữa tháng 12 năm 1939 thì chiếc Graf Spee bị một lực lượng nhỏ của hải quân Anh gồm chiếc tàu tuần dương hạng nặng lớp York là HMS Exeter cùng với 2 chiếc tàu tuần dương hạng nhẹ lớp Leander là: HMNZS Achilles và HMS Ajax tấn công tại cửa sông biên giới Argentina-Uruguay (Río de la Plata). Sau một ngày giao chiến, chiếc Graf Spee bị hỏng nặng nhưng nó may mắn chạy trốn về cảng trung lập Montevideo rồi tự đánh đắm ngay sau đó để tránh việc chính quyền sở tại có thể thu hồi con tàu theo luật hàng hải thời đó.
Sau một loạt đụng độ đầu tiên, chiến trường Đại Tây Dương tạm lắng xuống một thời gian. Đô đốc Karl Dönitz tăng cường lực lượng tàu ngầm, dồn hết các chiếc U-Boat ông có ra biển. Kế hoạch này gặp khó khăn vì tàu ngầm Đức có kích thước quá nhỏ nên thường phải quay về căn cứ lấy thêm nhiên liệu và ngư lôi sau vài giờ chiến đấu. Ngoài ra, thời tiết lạnh giá cuối năm 1939 ở vùng biển Anh làm cho nhiều tàu ngầm Đức bị kẹt cứng trong băng đá.
Đến mùa xuân năm 1940, Hitler đặt kế hoạch cuộc tấn công các nước Bắc Âu, triệu tập các tàu chiến và tàu ngầm đang hoạt động tại tây-nam Đại Tây Dương rút về biển Bắc để bắt đầu chiến dịch Weserübung.
Ngư lôi từ trường của tàu ngầm Đức thường nổ trước khi chạm vào tàu địch. Suốt một thời gian đầu cuộc chiến, quân Đức bỏ lỡ rất nhiều cơ hội bắn chìm chiến hạm Anh vì lỗi này. Bộ Kỹ nghệ Thiết kế Vũ khí Đức thì cho rằng lỗi là do thủy thủ không biết sử dụng. Nhưng sau đó họ mới nhận ra rằng trục trặc về từ trường của quả ngư lôi là do sự thay đổi nhiệt độ theo vĩ tuyến và độ sâu của tàu ngầm. Hải quân Đức sau đó phải dựa theo thiết kế ngư lôi của Đồng Minh.
Trong trận chiến Đại Tây Dương, cảng Gibraltar là một căn cứ chiến lược trọng yếu của Hải quân Anh, kiểm soát lưu thông giữa Đại Tây Dương và Địa Trung Hải. Cảng này được Hải quân Anh xây dựng và củng cố quân sự rất vững chắc. Hải quân Anh thành lập "Lực Lượng H", một lực lượng hải quân hùng hậu gồm rất nhiều các tàu có vũ trang khác nhau, từ các tàu cỡ lớn như: thiết giáp hạm, tàu sân bay, tàu tuần dương,... cho đến cả các tàu cỡ nhỏ như: tàu khu trục, tàu quét mìn, tàu phóng lôi, tàu corvette và cả tàu ngầm, với mục đích ngăn chặn tối đa các nỗ lực thâm nhập vào cảng này của liên minh Đức-Ý.

## Chiến tranh tàu ngầm

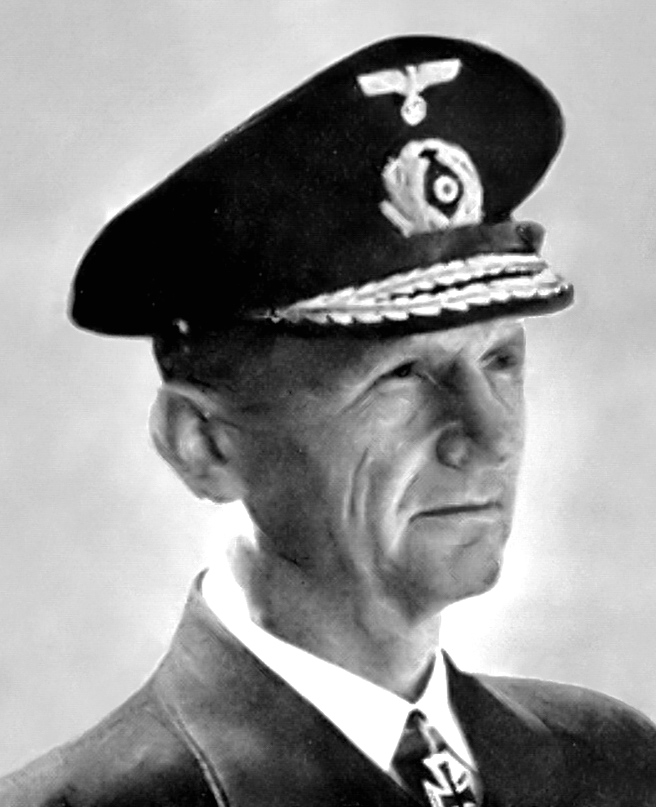
Đô đốc Karl Dönitz, chỉ huy lực lượng U-boot (BdU), 1935-1943; Tổng tư lệnh chỉ huy hải quân Đức, 1943-1945.

Ngày 1 tháng 9 năm 1939, trong lúc lục quân Đức mở cuộc tấn công Ba Lan thì đô đốc Karl Dönitz đệ trình dự án hải quân lên cấp trên là đại đô đốc Erich Raeder. Donitz cho rằng: Ông chỉ cần có 300 chiếc U-Boat loại tốt nhất (Klasse VII hay "tàu ngầm Đại Tây Dương") là ông sẽ đủ sức hạ gục nước Anh bằng cách tiêu hủy hệ thống thương mại đường biển của quần đảo này và bắt họ quỳ gối xin hàng sau vài tháng. Dönitz đề xuất chiến thuật bầy sói (Rudeltaktik) với một toán nhỏ U-Boat tấn công ồ ạt nhưng nhanh gọn (đánh nhanh rút nhanh) vào các đội tàu của Đồng Minh. Trong khi các tàu hộ tống loay hoay truy đuổi một, hai chiếc nghi binh thì những tàu ngầm còn lại sẽ dùng ngư lôi và hải pháo phá hủy các tàu buôn mỏng manh không có vũ trang và không được hộ tống. Đây là một chiến thuật tác chiến tàu ngầm hoàn toàn mới. Trước đó, tàu ngầm thường được sử dụng để nằm đơn độc chờ phục kích tàu bè qua lại bên ngoài hải phận của đối phương. Đa số các sĩ quan hải quân Đức lúc bấy giờ (trừ đô đốc Donitz và các sĩ quan chỉ huy tàu ngầm) vẫn thường khinh bỉ tàu ngầm là "thiếu phong cách chiến đấu và hèn nhát" - so với những chiếc chiến thuyền đồ sộ hùng vĩ trong hạm đội. Erich Raeder cũng có chung suy nghĩ thiển cận như thế nên chỉ xin Hitler cung cấp tài chính cho thiết kế những tàu chiến lớn, còn 300 chiếc U-boat mà đô đốc Donitz xin thì được Reader cung cấp một cách rất cầm chừng và chậm chạp, mặc dù chi phí chế tạo của tàu U rẻ hơn so với tàu chiến lớn rất nhiều. Thiếu tàu, thiếu vũ khí, BdU còn thiếu cả nhân lực có "trình độ" chiến đấu vì phần lớn nam giới tham gia quân đội đều được biên chế cho lục quân Đức (Wehrmacht) và không quân Đức (Luftwaffe).
Hải quân Hoàng gia Anh trong thời kỳ này chống tàu ngầm bằng các tàu khu trục được trang bị máy nghe dưới nước (ASDIC) với pháo và thủy lôi tự nổ khi thả xuống tới độ sâu định sẵn (bom chìm). Trong thời kỳ năm 1920 - 1930, hải quân Anh không chú trọng phát triển chiến thuật chống tàu ngầm vì chiến tranh tàu ngầm bị Hiệp định Versailles cấm. Sĩ quan hải quân xem việc chống tàu ngầm tương đương như các công tác đơn thuần như rà thủy lôi mà thôi. Khu trục hạm có thể thả bom chìm chống tàu ngầm, nhưng trên thực tế, chỉ có ít đơn vị được huấn luyện công tác này.

### 'Thời kỳ sung sướng' (Tháng 6 1940 – Tháng 2 1941)
Đức Quốc xã xâm chiếm Na Uy vào tháng 4 năm 1940 rồi hai tháng sau nhanh chóng chiếm luôn Hà Lan, Bỉ, Pháp. Phát xít Ý gia nhập phe Trục vào tháng 6. Những thay đổi này ảnh hưởng đến cục diện chiến trường Đại Tây Dương như sau:
- Nước Anh mất một đồng minh hùng mạnh là hải quân Pháp. Chỉ một số nhỏ chiến thuyền của Pháp chạy thoát và theo Lực lượng Pháp tự do (của tướng Charles de Gaulle) đến Anh.
- Hải quân Anh phải phân tán để chống chọi hải quân và người nhái của Ý, lực lượng hải quân rất mạnh và đông đảo tại Địa Trung Hải.
- Từ các căn cứ Brest, Lorient, La Pallice và La Rochelle ở Pháp, U-boot có thể dễ dàng tấn công Đại Tây Dương và phạm vi hoạt động tăng cao hơn (trước đó tàu ngầm phải về lấy nhiên liệu và tiếp tế từ các căn cứ của Đức tại biển Bắc). Đức xây dựng nhiều hầm xi măng (bunker) cực kỳ chắc chắn và không có loại bom nào thời đó có thể đánh sập được chúng mãi cho đến khi bom động đất được phát minh và đưa vào sử dụng.
- Lực lượng tàu chiến của Anh dần dần bị hao mòn. Tàu bè bị kéo đến kéo đi khắp các chiến trường Na Uy, Hà Lan, Pháp, nhất là cuộc tháo chạy từ Dunkerque. Khi quân Đức hăm dọa tấn công Anh, các chiến thuyền Anh nằm phòng thủ tại biển Manche bị không quân Đức tấn công rất nhiều. Bảy khu trục hạm bị mất trong trận Na Uy, 6 chiếc trong trận Dunkerque và 10 chiếc trong cuộc oanh tạc của Luftwaffe trên biển Manche. Từ tháng 4 đến tháng 7 năm 1940, hải quân Anh mất 24 khu trục hạm, Canada mất 1 chiếc. Nhiều chiếc khác bị hư hại và buộc phải nằm lại cảng để sửa chữa.

Sau khi hoàn thành chiến dịch xâm chiếm các nước phía tây châu Âu, bộ tư lệnh của Hitler thả các U-boot trở về công tác cũ là bắn phá các đoàn tàu buôn chở tiếp tế của Anh. Cũng may cho nước Anh là các đội tàu buôn của Na Uy và Hà Lan nằm dưới kiểm soát của Anh (mặc dù các nước này đã bị Đức chiếm). Anh đồng thời thôn tính Iceland và đảo Faeroe để tránh không cho Đức chiếm lấy làm căn cứ hải quân.
Tháng 5 năm 1940, Winston Churchill nhậm chức thủ tướng Anh. Ông lập tức viết thư cầu viện tổng thống Hoa Kỳ Franklin Roosevelt giúp đỡ Anh ở Đại Tây Dương. Tổng thống Roosevelt cho Anh thuê lại (nhưng thực tế là bán) 50 khu trục hạm hết hạn sử dụng và bị loại khỏi biên chế do chương trình cắt giảm hải quân của Mỹ sau Hiệp ước Hải quân Washington (1922) với điều kiện Anh phải cho Hoa Kỳ thuê trong 99 năm các căn cứ tại Newfoundland, Bermuda và West Indies. Không còn lựa chọn nào khác, Churchill đành phải đồng ý. Đến tháng 9, 50 tàu khu trục này đã đến Anh. Hải quân Hoàng gia Anh phải tu sửa những con tàu này, từ động cơ cho đến vũ khí, vì chúng là những tàu cũ nên thường xuyên gặp lỗi kỹ thuật và một số phụ tùng, phụ kiện thì người Anh không có. Ngoài ra, họ cũng tăng cường khả năng chống ngầm cho chúng bằng cách lắp thêm sonar ASDIC thế hệ mới (ở mũi tàu), làm dài các ray thả bom chìm ở đuôi tàu, ... Nhiều tháng sau đó, các tàu khu trục này mới đủ sức ra trận.

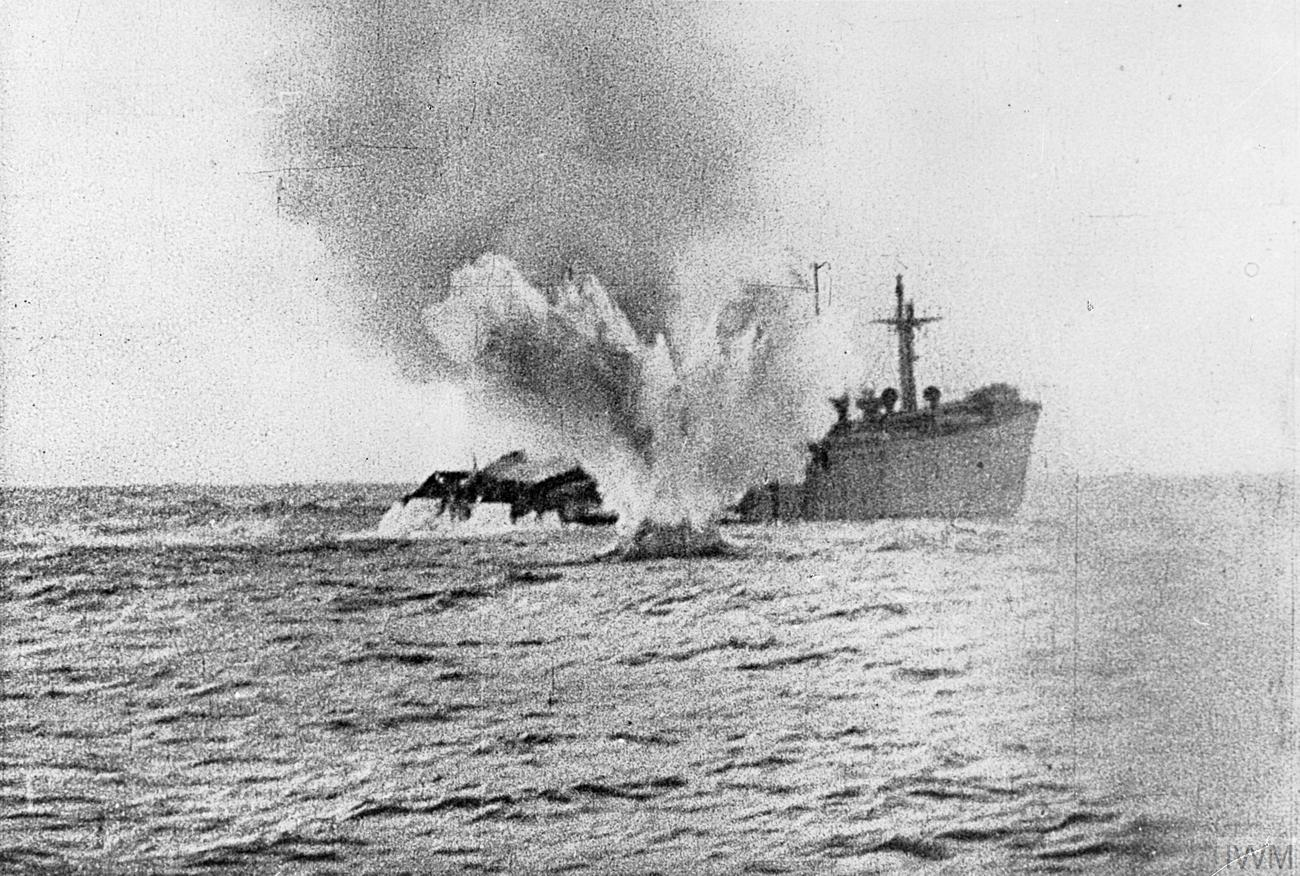
Một tàu hàng bị trúng ngư lôi của U-boat.

Trong lúc hải quân Anh lâm vào thế khó khăn, hải quân Đức trải qua thời kỳ sung sướng (tiếng Đức: "Die Glückliche Zeit"). Các thuyền trưởng của tàu ngầm U-boot được vinh danh anh hùng chiến đấu, thay phiên nhau lập chiến công bắn phá tàu bè của Đồng Minh. Từ tháng 6 đến tháng 10 năm 1940, có tất cả 270 tàu lớn nhỏ của Đồng Minh bị bắn chìm.
Để phát hiện các đoàn tàu buôn có hộ tống của Anh trên biển rộng, hải quân Đức phải dùng máy bay trinh sát tầm xa Focke-Wulf Fw 200, bay từ Bordeaux (Pháp) và Stavanger (Na Uy). Tuy nhiên vì có nhiều xích mích giữa hải và không quân Đức nên các thuyền trưởng U-boot thường phải tự săn tìm và tấn công mục tiêu.
Bộ chỉ huy Anh lúc bấy giờ phát hiện được một điểm quan trọng trong công tác hành quân hộ tống tàu buôn. Họ nhận thấy rằng: Các đoàn tàu buôn lớn có ít hộ tống dễ tránh bị phát hiện hơn là đoàn tàu buôn nhỏ nhưng có hộ tống lớn.
Quân Đức giải mã được nhiều tín hiệu mật của hàng hải Anh nên có thể dự đoán hành trình của đoàn tàu buôn và nằm sẵn trước chờ phục kích. Tàu ngầm Đức thường tấn công theo chiến thuật bầy sói. Khi nhận được từ tín hiệu từ tàu ngầm chỉ huy, các tàu ngầm khác đồng loạt trồi lên mặt nước bắn phá tàu địch - thường là vào ban đêm. Các tàu hộ tống hải quân Anh lúc này rơi vào thế thụ động vì hệ thống ASDIC không thể dò được tàu ngầm khi chúng đã ở trên mặt nước. Do đó, khi tàu chống ngầm Anh phát hiện được tàu ngầm đối phương thì đã quá muộn, thường là sau khi 1/3 đội tàu đã bị quân Đức bắn chìm.
Chiến thuật tấn công theo kiểu bầy sói đạt nhiều thắng lợi nhất vào tháng 9 - 10 năm 1940, phá hủy rất nhiều các đoàn tàu tiếp vận của Anh. Ngày 21 tháng 9, đoàn tàu HX 72 gồm 42 tàu hàng bị 4 chiếc U-boot tấn công. Trong hai ngày đánh nhau, 11 tàu buôn bị chìm, 2 tàu bị phá hỏng. Tháng 10, đoàn tàu SC 7 bị tổn thất 59% hàng tiếp vận. Trận tấn công đoàn tàu HX 79 trong những ngày sau đó là chứng minh hiệu lực của tàu ngầm Đức trên xa khả năng phòng thủ của hải quân Anh. Hạm đội Đồng Minh gồm 2 khu trục hạm, 4 tàu hộ vệ, 3 tàu kéo và 1 tàu rà mìn bị tấn công và tổn thất 1/4 lực lượng trong khi không một chiếc U-Boat nào bị thương. Ngày 1 tháng 12, 7 chiếc U-boot và 3 chiếc tàu ngầm Ý tấn công đoàn tàu HX 90, bắn chìm 10 tàu chiến của Đồng Minh và phá hỏng 3 chiếc khác. Dönitz theo đó tăng cường và phát huy chiến thuật tấn công bầy sói.
Ngoài U-Boat, quân Đức còn sử dụng máy bay oanh tạc tấn công các tàu tiếp vận của Anh. Với kinh nghiệm từ chiến dịch Weserübung, một số phi đội thám thính và ném bom với tầm hoạt động xa như Focke-Wulf Fw 200 và Junkers Ju 290 được điều động ra biển và đánh chìm được gần 365.000 tấn tàu tiếp vận.

### Tàu ngầm Ý tại Đại Tây Dương
Từ tháng 8 năm 1940, hải quân Ý đưa tàu ngầm đến căn cứ Bordeaux tăng cường lực lượng phe Trục tấn công hải quân Anh. Loại tàu ngầm Ý được thiết kế đặc biệt phù hợp với vùng biển ấm và nông Địa Trung Hải nhưng lại không thích hợp với chiến trường Đại Tây Dương lạnh và sâu. Tàu ngầm Ý bị đánh giá là yếu kém hơn loại Type VII của Đức (do công nghệ). Tuy vậy, tàu ngầm Ý cũng đạt được thành tích đáng kể: 37 tàu ngầm Ý bắn chìm 109 chiến thuyền và tàu buôn của Đồng Minh (tổng cộng 593.864 tấn tàu bè và hàng tiếp vận). Hải quân Ý còn sử dụng loại tàu lặn nhỏ (ngư lôi người) với người nhái làm lung lay lực lượng hải quân Anh tại Gibralta.
Mặc dù hải quân Ý đạt nhiều chiến tích nhưng Đô đốc Donitz vẫn coi thường lực lượng này. Ông cho rằng lính Ý thiếu kỷ luật và dễ nao núng khi chạm địch, không hoạt động theo chiến thuật bầy sói săn mồi, không giữ liên lạc chặt chẽ với hải quân Đức. Chẳng bao lâu, lực lượng tàu ngầm Ý ngừng hoạt động chung với lực lượng của Đức ở Đại Tây Dương.

### Kỹ thuật dò tìm sonar
Kỹ thuật dùng tín hiệu sóng phát đi và ghi nhận phản hồi để phát hiện vật cứng trong nước đã có từ thời thế chiến thứ nhất. Tuy nhiên các khoa học gia Anh đi đầu trong phát minh phối hợp kỹ thuật này với bàn vẽ tọa độ để xác định vị trí của vật với mức chính xác khá cao. Khi kỹ thuật này được hoàn chỉnh và đem sử dụng tại chiến trường, quân đội Anh dần chiếm được thế thượng phong trong các cuộc săn đuổi trên biển.

## Những tàu chiến nổi tiếng của chiến trường Đại Tây Dương

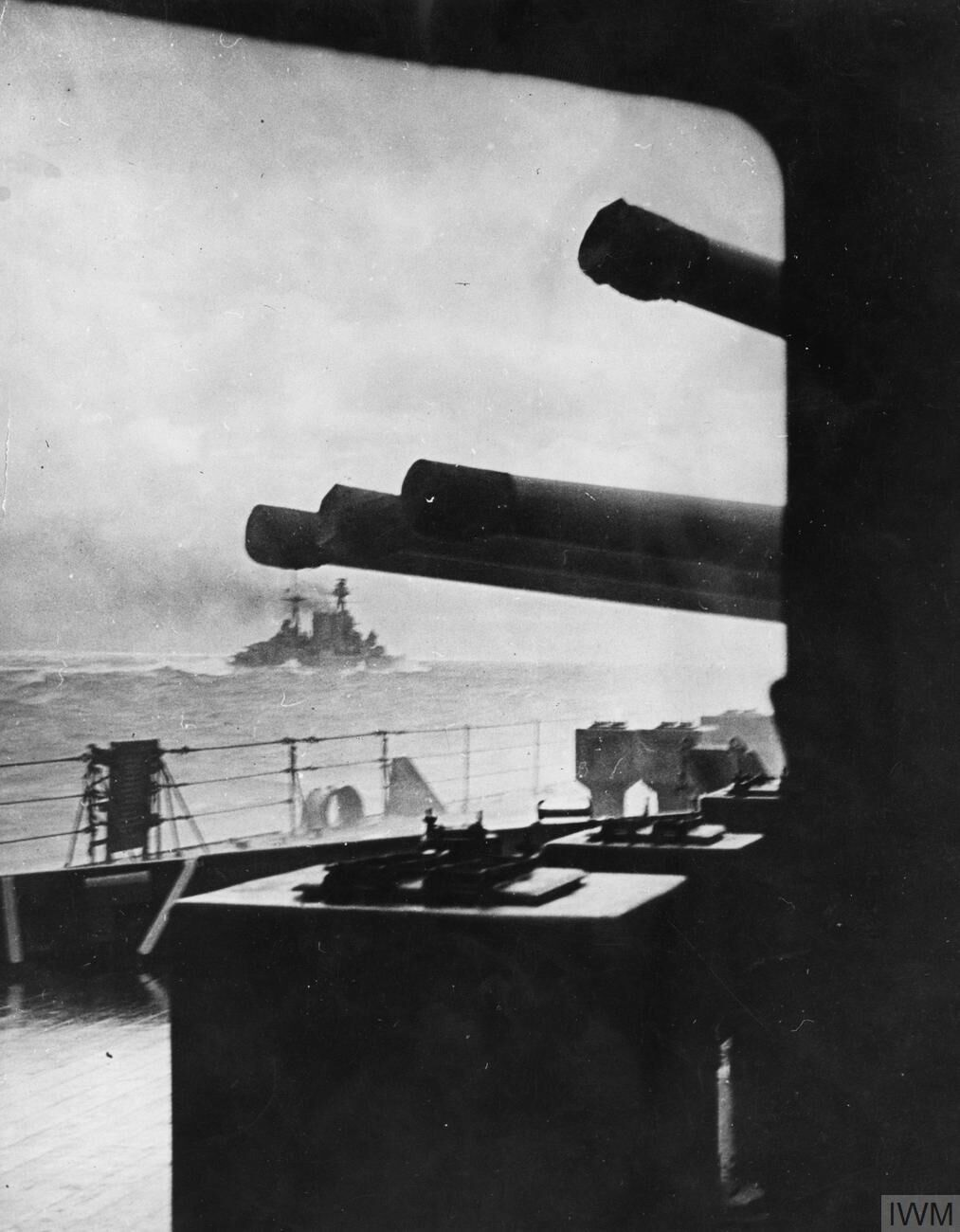
Tàu chiến-tuần dương HMS Hood tấn công chiến hạm Bismarck, ngày 24 tháng 5 năm 1941

Chỉ có Dönitz mới hãnh diện về những thành tựu nói trên của U-boot. Các sĩ quan hải quân Đức (gồm cả Reader) vẫn cho rằng chỉ có những chiến thuyền lớn mới đem lại chiến thắng thực sự trên mặt biển.
Trong những tháng đầu năm 1940, các tàu chiến lớn của hải quân Đức được tập trung vào chiến trường Bắc Âu nên không chiếc nào có mặt tại Đại tây Dương, ngoài chiếc tuần dương Admiral Graf Spee lập nhiều thành tích nhưng đã bị bắn hỏng và phải tự hủy để tránh lọt vào tay chính quyền Uruguay. Sau chiến thắng tại Na Uy, hải quân Đức liên tục đưa các chiến thuyền lớn ra Đại Tây Dương, bắt đầu cuộc công kích tàu buôn của Đồng Minh.
Ngày 5 tháng 11 1940, đoàn tàu tiếp vận HX 84 của Anh bị tàu Admiral Scheer , một tàu chị em với chiếc Admiral Graf Spee chặn bắn - 5 chiếc chìm tại chỗ và nhiều chiếc khác bị phá hủy làm tán loạn đội hình. Quân Anh phải thí mạng chiếc HMS Jervis Bay và nhờ màn đêm kéo xuống, số tàu còn lại mới chạy thoát. Sau tổn thất này, tư lệnh hải quân Anh phải tạm ngưng các đoàn tàu tiếp vận và điều động chiến thuyền ra săn đuổi tàu Scheer nhưng không thấy đâu nữa. Tháng sau, chiếc Scheer lại lộ diện tại Ấn Độ Dương.
Ngày 25 tháng 12 năm 1940, chiếc tuần dương Admiral Hipper của Đức chặn đánh đoàn tiếp vận WS 5A nhưng bị 2 chiếc tàu tuần dương là HMS Berwick và HMS Bonaventure bắn trả rất dữ dội khiến Hipper hỏng nặng và phải bỏ chạy. Ngày 12 tháng 2 năm 1941, Hipper chận đánh đoàn SLS 64 gồm 19 tàu và bắn chìm được 7 chiếc.
Tháng 1 năm 1941, hai chiến thuyền hạng nặng là Scharnhorst và Gneisenau mở chiến dịch Berlin ra vùng biển phía bắc Đại tây Dương chận đánh các đoàn tàu từ Canada sang Anh. Các đoàn tàu HX 106, HX 111 và SL 67 bị chận đánh nhưng may nhờ có tàu hộ tống đến kịp nên chỉ bị tổn thất nhỏ. Trong hai tháng, hai chiếc Scharnhorst và Gneisenau chạy ngang dọc 18.000 dặm đường biển, bắn chìm 22 tàu của Anh.
Tháng 5, quân Đức táo bạo mở chiến dịch Rheinübung đưa chiếc Bismarck mới đóng xong và chiếc tuần dương Prinz Eugen, một chiếc chị em với chiếc Admiral Hipper ra tấn công các đoàn tàu tiếp vận. Quân Anh bắt được thông tin này liền đem một lữ đoàn tàu chiến gồm chiếc Tàu chiến-tuần dương HMS Hood và cả chiến hạm HMS Prince of Wales (53) ra ngoài hải phận Iceland chặn đánh. Hai bên bắn nhau tại eo biển Đan Mạch. Hải quân Anh thua to.Chiếc HMS Hood của Anh bị bắn chìm. Trong số 1.418 thủy thủ chỉ có 3 sống sót, chiếc Prince of Wale cũng phải rút lui do chịu thiệt hại trung bình. Bên kia, chiếc Bismark bị ngư lôi của Anh bắn trúng làm hỏng bánh lái nên không chạy nhanh được. Ba ngày sau, Bismark bị hạm đội trung ương hải quân Anh bắn chìm. Chỉ 110 trong số 2.300 thủy thủ của tàu Bismark sống sót. Sau mất mát quá lớn này, hải quân Đức ngưng chiến lược chận đánh tàu buôn bằng chiến thuyền trên mặt biển.
Tháng 2 năm 1942, hải quân Anh vô cùng xấu hổ vì không bắt được kịp các chiến thuyền của Đức (Scharnhorst, Gneisenau và Prinz Eugen) trên tuyến đường chạy thoát về Đức. Sau khi mất chiếc Bismark, cộng thêm lo ngại cuộc tấn công của Đồng Minh theo ngã Na Uy, Hitler quyết định rút ra khỏi chiến trường Đại Tây Dương.
Kế hoạch Z của hải quân Đức trong chiến trường Đại Tây Dương gồm thiết bị lực lượng hải quân mạnh đủ để tiêu diệt tàu hộ tống đồng thời phá hủy mọi tiếp vận đến Anh. Kế hoạch không thành công vì Đức chưa kịp xây dựng đủ hỏa lực hải quân thì chiến tranh đã bùng nổ. Kết quả là số tàu Anh bị Đức phá hủy không cao so với hao tổn của U-boot, mìn và máy bay. Tuy vậy cuộc chận đánh các đoàn tàu buôn trên Đại Tây Dương cũng gây nhiều chật vật khó khăn cho Anh, và làm mức nhập cảng vào Anh giảm xuống rất nhiều.

## Đồng Minh phản công (tháng 3 - 5 năm 1941)
Sau những tổn thất thảm hại trong năm 1940, hải quân Anh buộc phải chấn chỉnh lại chiến lược chống lại hải quân Đức. Một trong những thay đổi quan trọng là thiết lập những đội tàu chiến hộ tống thường xuyên cho các đoàn tàu hàng tiếp vận, điều hợp đội hình vững chắc hiệu quả hơn và cố gắng bảo vệ tính mạng của thủy thủ. Những chiếc khu trục hạm phế thải của Mỹ lúc này cũng bắt đầu tham gia tàu chiến của Anh và Canada trong các cuộc hộ tống. Ngoài ra còn có hỗ trợ từ các đoàn chiến thuyền nhỏ của Lực lượng Pháp Tự do, Hà Lan, Na Uy, Ba Lan. Từ năm 1941, thái độ của dư luận Hoa Kỳ cũng đã khác so với năm 1939. Họ bắt đầu lên tiếng ủng hộ Anh và đồng minh trong cuộc đấu tranh chống lại Đức Quốc xã.
Những đội hộ tống đầu tiên gồm 2 hay 3 chiếc khu trục hạm và 6 hay 7 chiếc tàu hộ tống nhỏ (corvette), đi kèm hộ tống một đoàn thương thuyền thường với khoảng 6 tàu buôn. Các cuộc thao diễn hành quân được dàn dựng để tạo kinh nghiệm chiến đấu từ cấp chỉ huy đến binh lính. Căn cứ hải quân được thiết lập tại Tobermory dưới chỉ huy của Đô đốc Gilbert O. Stephenson.
Tháng 2 năm 1941, bộ tư lệnh hải quân Anh dời căn cứ từ Plymouth đến Liverpool để tiện liên lạc với các cuộc hành quân trên Đại Tây Dương. Không quân Anh cũng bắt đầu được sử dụng trong công tác hộ tống và tấn công phản kích quân lực Đức. Từ tháng 4, hải quân Anh được quyền chỉ huy các phi đội tuần phòng bờ biển. Về mặt kỹ thuật, các radar trên tàu chiến và máy bay Anh được phát triển ngày một nhiều để có thể phát hiện khi tàu ngầm địch đã trồi lên mặt nước.
Những cải tiến của hải quân Anh đem lại thành quả vào mùa xuân năm 1941. Vào đêm mồng 7, rạng sáng mồng 8 tháng 3 năm 1941, thuyền trưởng nổi tiếng Prien của Đức và chiếc U-47 của ông bị mất tích. Hai tuần sau, một toán U-boot đột kích đoàn tàu hàng HX 112 nhưng bị đội hộ tống đánh lui. Chiếc U-100 bị radar của tàu Anh HMS Vanoc phát hiện khi đang nổi trên mặt biển và nhanh chóng bị chiến thuyền này cán chìm. Không bao lâu sau thì chiếc U-99 cũng bị hỏng và đoàn thủy thủ bị bắt. Hải quân Đức thiệt mất ba thuyền trưởng lừng danh Kretschmer, Prien và Schepke chỉ trong tháng 3.
Dönitz trước tình thế này ra lệnh đưa tàu ngầm xa hơn về phía tây, chận đánh các đoàn tàu buôn trước khi đoàn hộ tống từ Anh kịp ra đón để hộ tống. Chiến lược này đạt hiệu quả đầu tiên khi đoàn tàu buôn SC 26 bị đánh úp với 10 chiếc tàu bị bắn chìm. Khi đoàn hộ tống ra đến nơi thì chỉ hạ được 1 chiếc U-boot.
Ngày 9 tháng 5, khu trục hạm HMS Bulldog bắt được tàu ngầm U-110 và tịch thu được máy mật mã Enigma và các tập ghi mật hiệu. Nhờ đó mà công cuộc giải mã của máy Enigma tiến thêm được một bước khá quan trọng. Hải quân và tình báo Anh dần dần đoán được nhiều kế hoạch hành quân bí mật của quân Đức.

## Chiến cuộc lan rộng (Tháng 6 - 12 năm 1941)

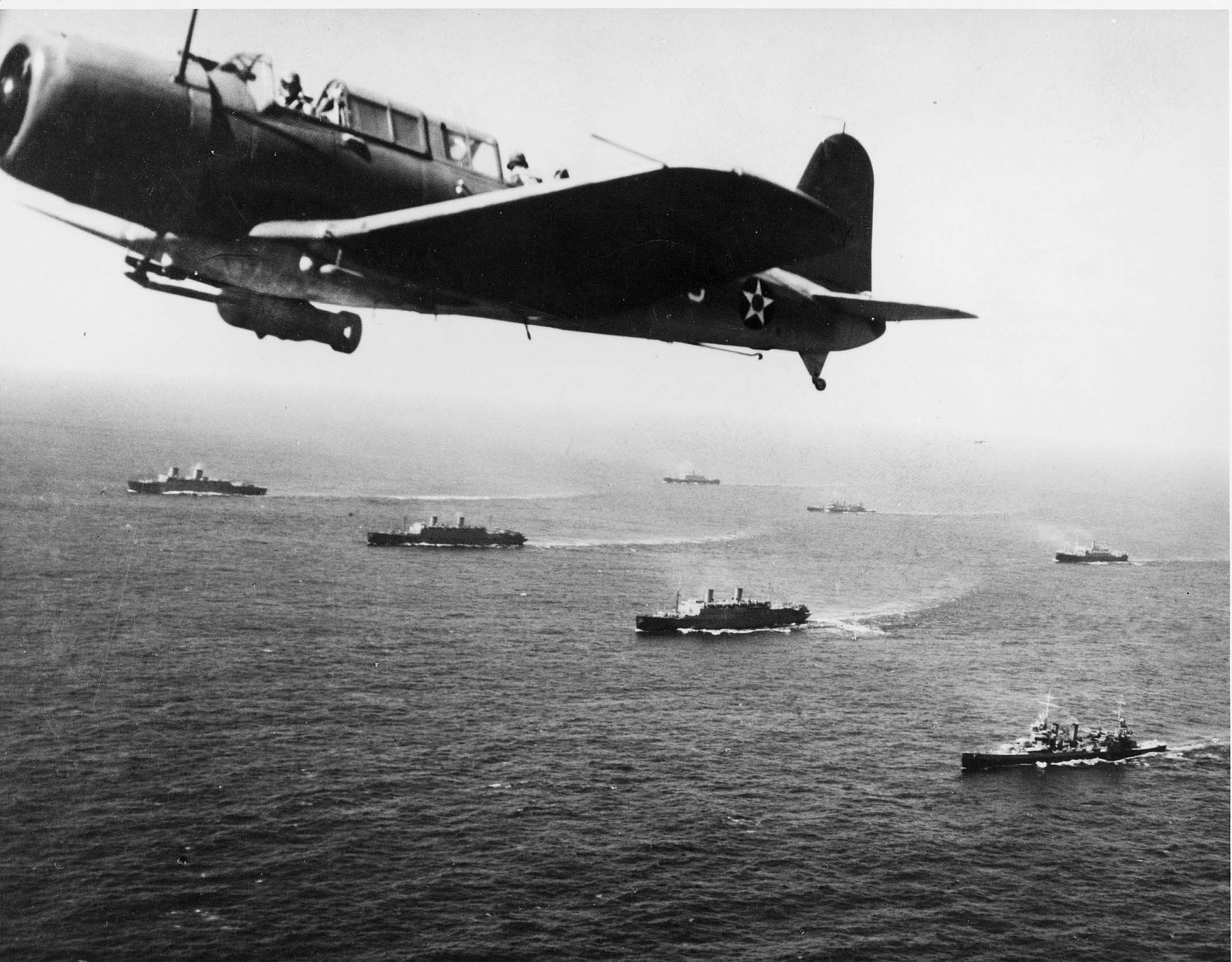
Máy bay trinh sát và ném bom SB2U Vindicator thuộc chiến hạm USS Ranger (CV-4)truy tìm tàu ngầm và hộ tống đoàn tàu hàng WS-12, trên đường đến Cape Town, 27 tháng 11, 1941. Nhiều đoàn tàu tiếp vận Anh được các phi đội hải quân Mỹ hộ tống trước khi Mỹ chính thức tham chiến

Giữa năm 1941, Hải quân Anh quyết định thay đổi kế hoạch hộ tống. Lực lượng hải quân Canada do đề đốc Leonard W. Murray chỉ huy được giao trọng trách hộ tống phần phía tây của tuyền đường, từ Bắc Mỹ cho đến Newfoundland. Tại đây, Hải quân Anh sẽ phái tàu có vũ trang xuất phát từ cảng Liverpool tiến hành việc hộ tống đội tàu đi qua tuyến đường còn lại về Anh.

### Hoa Kỳ tham chiến
Tuy trên danh nghĩa vẫn còn trung lập, Hoa Kỳ càng ngày càng tham gia nhiều hơn vào cuộc tranh chấp giữa Anh và Đức. Tháng 4 năm 1941, tổng thống Roosevelt cho nới dài Khu vực an ninh xuyên Mỹ đến tận Iceland. Hòn đảo này trước đó đã bị Anh lấn chiếm để tạo căn cứ phòng vệ trước tình hình Đức chiếm Đan Mạch. Quân Hoa Kỳ được Anh khuyến khích ra đóng quân trên đảo này để hỗ trợ quân đội Anh. Hải quân Hoa Kỳ bắt đầu tham gia hộ tống tàu hàng của Anh và cũng nhiều lần đụng độ với U-boot của Đức. Khi Hoa Kỳ chính thức tuyên chiến với Đức, hải quân của ba nước Anh-Canada-Hoa Kỳ phối hợp tạo thành Lực lượng Hộ tống Đại dương.
Tháng 6 năm 1941, ngoài công vụ hộ tống phía bắc Đại tây Dương, Hoa Kỳ cũng lo ngại về các đoàn tàu không hộ tống từ Nam Mỹ đến nước Anh. Ngày 21 tháng 5, tàu Hoa Kỳ SS Robin Moor bị tàu ngầm U-69 chặn lại. Sau khi cho phép thủy thủ và hành khách Hoa Kỳ 30 phút để leo hết lên các xuồng ghe cứu đắm, quân Đức bắn chìm tàu chở hàng này. Những người ngồi trên các chiếc ghe nhỏ trôi dạt 18 ngày mới được tìm thấy và cứu vớt. Tin kinh hoàng này gây xáo trộn trong giới hàng hải Hoa Kỳ - nỗi lo sợ bị tàu ngầm Đức đánh chìm tăng vọt. Báo Times viết "nếu để những vụ đánh đắm này tiếp diễn, tàu hàng Hoa Kỳ đi đến những xứ xa chiến tranh cũng sẽ bị nguy hiểm. Do vậy, Hoa Kỳ hoặc phải kêu gọi thuyền bè về lại bến, hoặc phải ra sức nhấn mạnh quyền tự do sử dụng đường biển."
Một số các nghiên cứu và phát minh của khoa học trong kỹ thuật chống tàu ngầm lúc này do Anh phát minh nhưng còn thô sơ, chậm chạp, thiếu chính xác,... nên Anh đành nhờ các chuyên gia Hoa Kỳ cải tiến các phát minh này. Chính vì vậy, có rất nhiều phát minh của Anh trong cuộc chiến này bị hiểu nhầm là của Mỹ như: Radar, súng cối chống ngầm Hedgehog,...

### "Tàu buôn phóng máy bay"

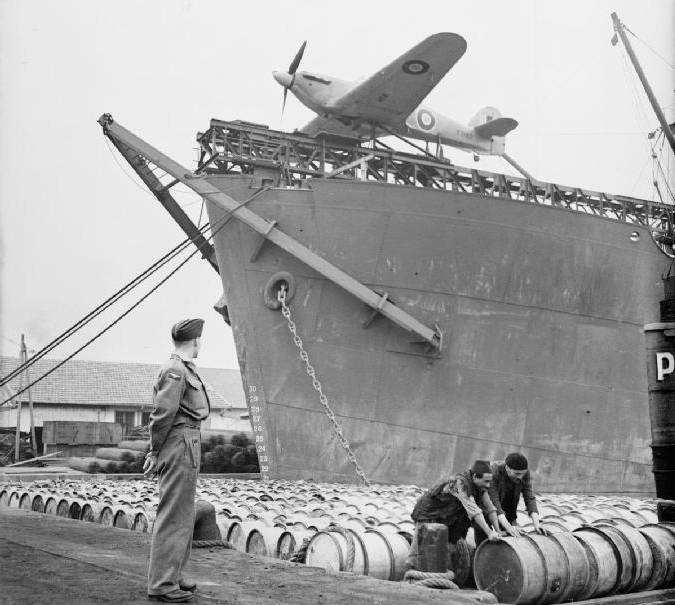
Máy bay Hawker Sea Hurricane trên bệ phóng tàu CAM

Kỹ thuật máy bay thời này phát triển mạnh mẽ nhưng diện tích Đại Tây Dương quá lớn không thể dùng máy bay kiểm soát hết được. Một giải pháp tạm thời là trang bị trên tàu buôn những bệ phóng hỏa tiễn phía trên có gắn một chiếc máy bay chiến đấu loại nhẹ Hawker Hurricane. Tàu buôn có khả năng phóng máy bay này được gọi là tàu CAM (tiếng Anh: Catapult Aircraft Merchantmen). Khi thấy máy bay Đức đến tấn công, máy bay theo đà hỏa tiễn được phóng lên nghênh chiến. Sau khi hoàn thành không vụ, nếu quá xa đất liền và không có chỗ đáp, phi công phải nhảy dù và cho máy bay rơi. Kỹ thuật phóng máy bay này được sử dụng 9 lần, bắn hạ 8 máy bay Đức và 1 phi công Đồng Minh thiệt mạng. Không quân Đức từ từ bị Không quân hoàng gia Anh và tàu buôn phóng máy bay đẩy ra ngoài vòng chiến.

## Kết quả

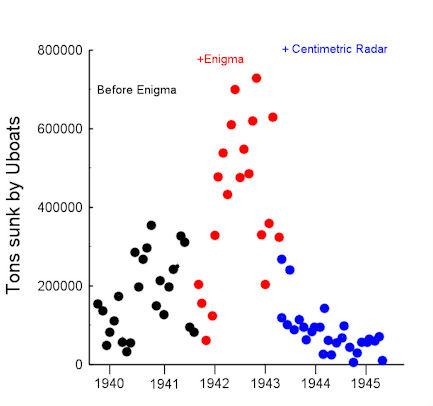
Thống kê số tàu vận tải bị đánh chìm

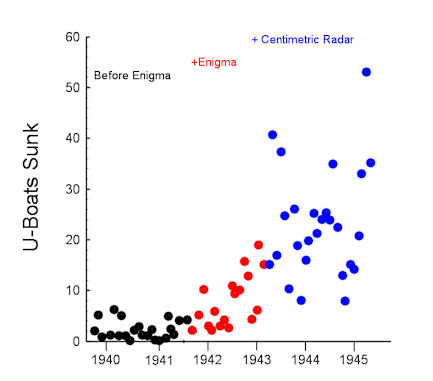
Thống kê số tàu ngầm Đức bị đánh chìm

Khi Chiến tranh Thế giới thứ hai bắt đầu, Hải quân Đức chỉ có tổng cộng 57 tàu ngầm với 24 chiếc có đủ khả năng hoạt động ở ngoài biển Đại Tây Dương, số còn lại chỉ hoạt động được gần bờ. Thế nhưng chỉ trong vòng 5 năm rưỡi diễn ra chiến tranh, họ đã có tổng cộng 1.156 tàu ngầm các loại. 783 tàu ngầm bị mất do mọi nguyên nhân, bao gồm bị đánh chìm (phần lớn), bị bắt giữ hoặc bị tai nạn (519 bởi Liên hiệp Anh, 175 bởi Mỹ; 15 bởi Liên Xô và 74 chiếc tự chìm do nhiều nguyên nhân khác nhau). Một thống kê khác cho ra con số 765 chứ không phải 783 tàu ngầm Đức bị mất trong cuộc chiến này.. Ngoài ra Đức cũng bị mất 47 tàu chiến các loại gồm 4 thiết giáp hạm (Scharnhorst, Gneisenau, Bismarck và Tirpitz), 9 tuần dương hạm, 7 tàu đột kích và 27 khu trục hạm. Hải quân Hoàng gia Ý (Regia Marina), dù chỉ tham chiến trong một thời gian ngắn ở Đại Tây Dương, cũng đã mất 17 chiếc tàu ngầm. Đổi lại, lực lượng Đức - Ý đã đánh chìm được tổng cộng 3.500 tàu buôn của đối phương (hầu hết là bởi các tàu ngầm) với tổng trọng tải 14.5 triệu tấn. Ngoài ra, lực lượng Đức - Ý cũng đã đánh chìm 175 tàu chiến các loại của quân Đồng minh (gồm 2 thiết giáp hạm, 1 tàu chiến-tuần dương, 3 tàu sân bay hạm đội, 3 tàu sân bay hộ tống, 28 tàu tuần dương cùng nhiều loại tàu chiến khác (tàu khu trục, tàu corvette, tàu pháo, tàu quét mìn, tàu phóng lôi, khinh hạm,...). Phần lớn trong số này là các tàu của Hải quân Hoàng gia Anh. Một số khác là của Canada và Mỹ.
Tổng cộng đã có khoảng 40.900 thủy thủ và sĩ quan phục vụ trực tiếp trong biên chế của lực lượng U-boat Đức, trong số này có khoảng 28.000 người đã thiệt mạng trong hơn 5 năm diễn ra cuộc chiến. Với tỷ lệ tử trận lên tới 70% thì U-boat là lực lượng có tỷ lệ tử vong cao nhất trong toàn bộ quân đội Đức quốc xã. Ngoài ra còn có 5.000 thủy thủ và sĩ quan tàu ngầm Đức bị bắt giữ làm tù binh trong toàn cuộc chiến. Ngoài ra còn có khoảng gần 5.000 thủy thủ tàu nổi của Đức và 500 thủy thủ Ý đã thiệt mạng. Đổi lại, 72.200 thủy thủ (bao gồm 36.200 thủy thủ và sĩ quan chỉ huy trên các tàu chiến và 36.000 thủy thủ trên các tàu chở hàng) của Đồng minh đã tử trận bởi tàu ngầm Đức.
Khi chiến tranh kết thúc vào tháng 5/1945, 156 tàu ngầm Đức đã đầu hàng Đồng minh (phần lớn nằm cảng chờ người Anh đến giải giáp, số đang hoạt động trên biển thì đều thay cờ chữ Vạn chéo của phát xít Đức bằng cờ trắng khi gặp tàu chiến Đồng Minh), 221 tàu ngầm khác dù còn hoạt động tốt nhưng đều bị thủy thủ đoàn của nó tự đánh đắm để tránh chúng lọt vào tay quân Đồng Minh, U-977 và U-530 là hai chiếc U-boat duy nhất trốn được tới được Argentina. Có tổng cộng 13 mẫu tàu ngầm được Đức phát triển trong suốt Chiến tranh Thế giới thứ hai, trong đó có 11 mẫu có khả năng sử dụng tốt và từng tham chiến (hay ít nhất là chúng đã từng đi tuần tra ngoài Đại Tây Dương, mặc dù không đụng độ với bất kỳ tàu nào của phe Đồng Minh), 2 mẫu còn lại chưa kịp hoàn thiện trước khi chiến tranh kết thúc.